# Машкуль-Сен-Мем (кантон)
Машкуль-Сен-Мем (фр. Machecoul-Saint-Même) (до 24 февраля 2021 года назывался Машкуль, фр. Machecoul) — кантон во Франции, находится в регионе Пеи-де-ла-Луар, департамент Атлантическая Луара. Находится на территории двух округов: десять коммун входят в состав округа Нант, три — в состав округа Сен-Назер.

## История
До 2015 года в состав кантона входили коммуны Ла-Марн, Машкуль, Поль, Сен-Мар-де-Куте, Сен-Мем-ле-Теню и Сент-Этьен-де-Мер-Морт.
В результате реформы 2015 года состав кантона был изменен: в него вошли коммуны упраздненного кантона Бурнёф-ан-Ре.
С 1 января 2016 года состав кантона снова изменился: коммуны Машкуль и Сен-Мем-ле-Теню образовали новую коммуну Машкуль-Сен-Мем, к которой перешел статус центра кантона; коммуны Бурнёф-ан-Ре и Френе-ан-Ре образовали новую коммуну Вильнёв-ан-Ре; коммуна Шемере вошла в состав новой коммуны Шом-ан-Ре, расположенную на территории двух кантонов.
24 февраля 2021 года указом № 2021-213 кантон переименован в Машкуль-Сен-Мем. .

## Состав кантона с 1 января 2016 года
В состав кантона входят коммуны (население по данным Национального института статистики за 2019 г.):
- Вильнёв-ан-Ре (4 962 чел.)
- Вю (1 615 чел.)
- Ла-Марн (1 621 чел.)
- Машкуль-Сен-Мем (7 581 чел.)
- Поль (1 985 чел.)
- Пор-Сен-Пер (2 928 чел.)
- Руан (3 069 чел.)
- Сен-Мар-де-Куте (2 571 чел.)
- Сент-Илар-де-Шалеон (2 322 чел.)
- Сент-Пазан (6 980 чел.)
- Сент-Этьен-де-Мер-Морт (1 727 чел.)
- Шекс-ан-Ре (1 120 чел.)
- Шом-ан-Ре (2 639 чел., частично)

## Политика
На президентских выборах 2022 г. жители кантона отдали в 1-м туре Эмманюэлю Макрону 30,9 % голосов против 24,1 % у Марин Ле Пен и 18,8 % у Жана-Люка Меланшона; во 2-м туре в кантоне победил Макрон, получивший 59,4 % голосов. (2017 год. 1 тур: Эмманюэль Макрон – 23,8 %, Франсуа Фийон – 20,5 %, Марин Ле Пен – 19,7 %, Жан-Люк Меланшон – 19,5 %; 2 тур: Макрон – 67,6 %. 2012 г. 1 тур: Николя Саркози — 29,2 %, Франсуа Олланд — 25,2 %, Марин Ле Пен — 15,8 %; 2 тур: Саркози — 51,7 %).
С 2015 года кантон в Совете департамента Атлантическая Луара представляют член совета коммуны Шом-ан-Ре Карин Фуке (Karine Fouquet) и мэр коммуны Сен-Мар-де-Куте Жан Шарье (Jean Charrier) (оба — Разные левые).
|                | Кандидаты                  | Партия                   | Первый тур | Первый тур     | Второй тур | Второй тур |
| Кол-во голосов | Кандидаты                  | Партия                   | % голосов  | Кол-во голосов | % голосов  |            |
| -------------- | -------------------------- | ------------------------ | ---------- | -------------- | ---------- | ---------- |
|                | Карин Фуке Жан Шарье       | Разные левые             | 4 163      | 48,97          | 4 610      | 54,18      |
|                | Сандрин Жубер Гаэтан Леоте | Разные правые            | 2 837      | 33,37          | 3 898      | 45,82      |
|                | Бастьян Мальдине Эмма Мино | Национальное объединение | 1 501      | 17,66          |            |            |

|                | Кандидаты                        | Партия             | Первый тур | Первый тур     | Второй тур | Второй тур |
| Кол-во голосов | Кандидаты                        | Партия             | % голосов  | Кол-во голосов | % голосов  |            |
| -------------- | -------------------------------- | ------------------ | ---------- | -------------- | ---------- | ---------- |
|                | Карин Фуке Жан Шарье             | Разные левые       | 6 179      | 45,33          | 6 813      | 55,16      |
|                | Фабьен Мерсерон Жан-Раймон Одьон | Правый блок        | 4 202      | 30,83          | 5 538      | 44,84      |
|                | Жан-Люк Жавель Гаэль Пино        | Национальный фронт | 3 250      | 23,84          |            |            |